# Полтавагаз
ПАТ «Полтавага́з» — публічне акціонерне товариство зі штаб-квартирою в місті Полтава, яке займається розподіленням, транспортуванням та постачанням газу у більшості районів та міст обласного значення Полтавської області.

## Історія
У 1968 році створено трест «Полтаваоблпромпобутгаз», у підпорядкування якому передано всі газові служби Полтавської області. У 1975 році на базі тресту й підпорядкованих йому підрозділів, вже у системі республіканського об'єднання «Укргаз», створено обласне державне виробниче об'єднання «Полтавагаз». Відкрите акціонерне товариство по газопостачанню та газифікації «Полтавагаз» було засноване згідно з наказом Державного Комітету України по нафті і газу від 11 березня 1994 року — шляхом перетворення державного підприємства по газопостачанню та газифікації «Полтавагаз» у ВАТ (відповідно до Указу Президента України «Про корпоратизацію підприємств» від 15 червня 1993 року). 26 липня 2011 року відповідно до Закону України «Про акціонерні товариства» підприємство  перейменоване в публічне акціонерне товариство по газопостачанню та газифікації «Полтавагаз».
У зоні діяльності ПАТ «Полтавагаз» знаходиться 17 адміністративних районів із 25-ти, два міста обласного підпорядкування — Полтава і Миргород. Природним газом забезпечені всі міста та селища міського типу (9 і 18 відповідно), понад 1 000 сільських населених пунктів. Товариство обслуговує 20 376,59 км розподільних газопроводів, з них на балансі знаходиться 12706,9 км газопроводів. Газифіковано 378 661 квартир, встановлено 37 866 лічильників газу. Загальний рівень забезпечення квартир природним газом у сфері впливу ПАТ «Полтавагаз» складає 87,1% (у сільській місцевості — 76,1%, в містах — 96,8%).

## Структура
- Виробничі служби м. Полтави та Полтавського району;
- Глобинський РГП (Зона обслуговування: Глобинський, Решетилівський та Великобагачанський райони);
- Диканський РГП (Зона обслуговування: Диканський, Шишацький та Зіньківський райони);
- Карлівський РГП (Зона обслуговування: Карлівський та Машівський райони);
- Кобеляцький РГП (Зона обслуговування: Кобеляцький, Козельщинський та Новосанжарський райони);
- Лохвицький РГП (Зона обслуговування: Лохвицький та Чорнухинський райони);
- Миргородський РГП (Зона обслуговування: Миргородський та Хорольський райони);
- Чутівський РГП (Зона обслуговування: Чутівський та Котелевський райони).[2]